# Menace and Prayer
Menace and Prayer är det finländska melodisk death metal-bandet Throne of Chaos debutalbum, utgivet år 2000 på Spikefarm Records, en underetikett till Spinefarm Records. Skivan gavs även ut på Avalon i Japan samma år, då med bonusspår från bandets debut-EP Fata Morgana.

## Låtlista
1. "From Clarity to Insanity" – 4:52
2. "The Scaffold Scenario" – 4:08
3. "Cold Bits of Fire" – 4:28
4. "Bloodstained Prophecy" – 4:35
5. "Menace and Prayer" – 4:03
6. "Synthetia" – 5:07
7. "Opus Void" – 5:11
8. "Divanity" – 6:07

Bonusspår på japanska utgåvan
1. "Never In a Dream" (instrumental) – 0:58
2. "Towards Glory" – 7:38

## Medverkande
Musiker
- Taneli Kiljunen – sång, gitarr
- Joiku Harmaja – gitarr
- Rasmus Nora – basgitarr
- Carl Sjöblom – keyboard
- Teemu "Snake" Laitinen – trummor

Produktion
- Tapio Pennanen – producent, mixning
- Sakke Pietarila – inspelningstekniker
- Timo Hännikainen – låttexter
- Mika Jussila – mastering
- Kyösti – omslagskonst
- Toni Härkönen – foto